# Il grande dio Pan
Il grande dio Pan o Il gran dio Pan (The Great God Pan) è un racconto lungo dell'orrore scritto dall'autore gallese Arthur Machen, pubblicato tra il 1890 e il 1894. 

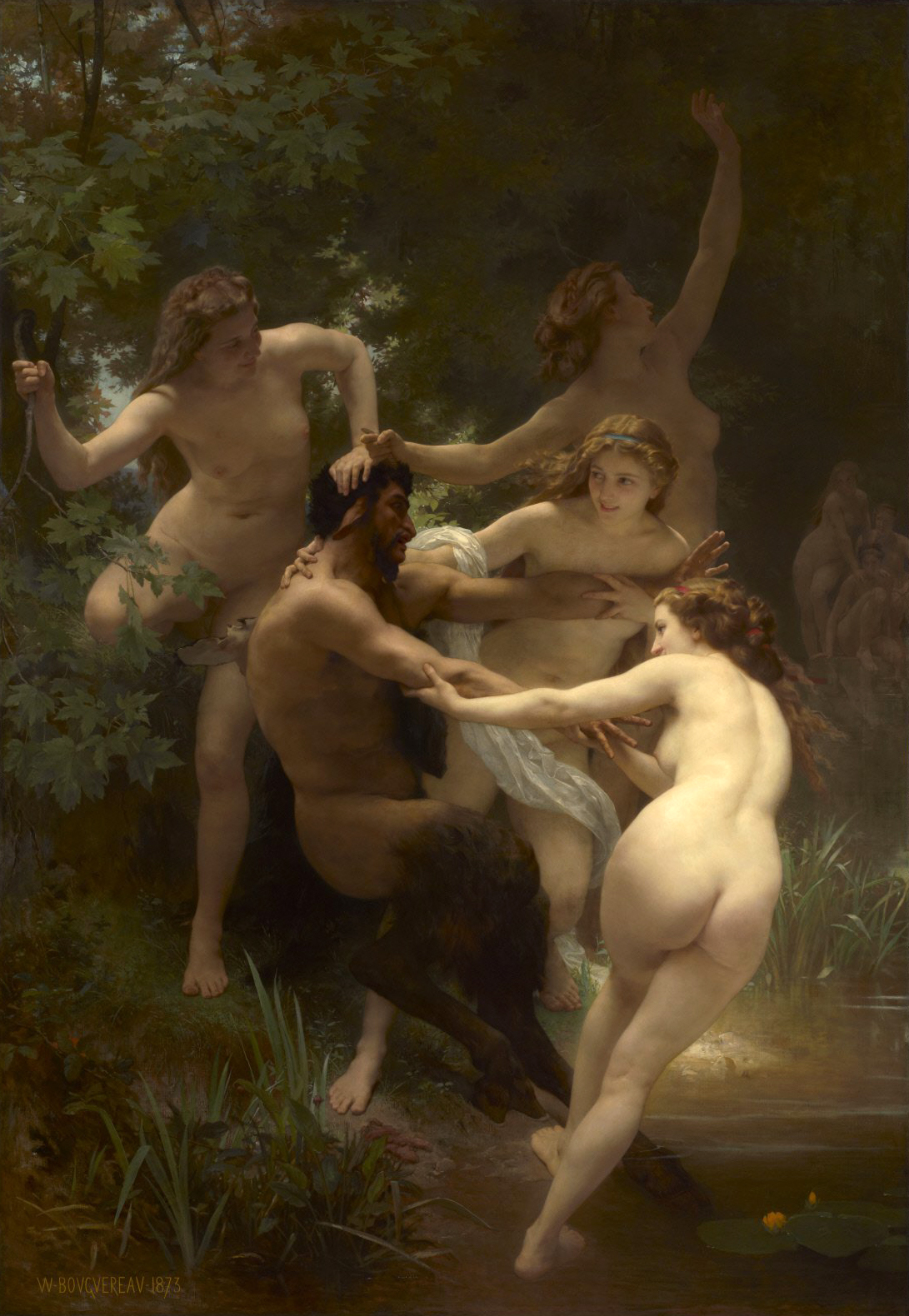
Ninfe e satiri (1873), dipinto di William-Adolphe Bouguereau

## Storia editoriale
Il racconto fu dapprima pubblicato nel 1890 sulla rivista The Whirlwind e successivamente Machen realizzò una versione estesa del racconto nel 1894.
All'epoca il racconto fu criticato per lo stile decadente e i contenuti di natura sessuale, ma successivamente venne riconosciuto un classico del genere horror.

## Trama
Nel Galles, uno scienziato, il dottor Raymond, sperimenta sulla mente di una giovane donna, Mary, per permetterle di vedere il dio Pan: purtroppo l'esperimento porta Mary al terrore più assoluto e, subito dopo, alla pazzia.
Molti anni più tardi, a Londra, un uomo chiamato Villiers incontra il suo vecchio amico Herbert che dice di essere stato rovinato da sua moglie Helen Vaughan. Herbert è diventato un vagabondo da quando lui e Villiers si sono incontrati l'ultima volta. Alla domanda su come sia caduto così in basso, Herbert risponde che è stato "corrotto corpo e anima" da sua moglie: dopo alcune indagini con Clarke e un altro personaggio, Austin, viene rivelato che Helen e Herbert erano stati coinvolti nella morte di un uomo benestante. Herbert è in seguito trovato morto.
Clarke incomincia a investigare sul passato di Helen e scopre che fin da bambina passava molto del suo tempo nei boschi vicino a casa sua, portando altri bambini in lunghe passeggiate nel crepuscolo e disturbando i genitori della città. Un giorno, un ragazzino che si era imbattuto in lei che  "giocava sull'erba con uno strano uomo nudo" era diventato isterico e più tardi, dopo aver visto una statua romana di un satiro, permanentemente folle. Inoltre, Helen stringe un'amicizia insolitamente forte con una ragazza vicina, Rachel, che conduce più volte nei boschi. In un'occasione Rachel torna a casa sconvolta, seminuda e sconclusionata: poco dopo aver spiegato a sua madre cosa le è successo (mai rivelato nella storia), Rachel ritorna nel bosco e scompare per sempre.
Helen scompare, intanto, per qualche tempo, presumibilmente partecipando a orge inquietanti da qualche parte nelle Americhe. Alla fine ritorna a Londra sotto lo pseudonimo della signora Beaumont, seguita da una serie di suicidi. Villiers e Clarke, ognuno dei quali apprende la vera identità della signora Beaumont, si uniscono e affrontano Helen in casa sua, la persuadono ad impiccarsi, e Helen ha una morte molto anormale, trasformandosi tra l'umano e la bestia prima di morire definitivamente:
So che il corpo può essere separato nei suoi elementi da agenti esterni, ma avrei dovuto rifiutarmi di credere a quello che vedevo, perché qui c'era una forza interna, di cui non sapevo nulla, che causava dissoluzione e cambiamento.
Anche qui c'era tutto il lavoro con il quale l'uomo era stato fatto che si ripeteva davanti ai miei occhi: vedevo la forma oscillare dal sesso al sesso, dividersi da se stessa, e poi riunirsi nuovamente. Poi vidi il corpo scendere verso le bestie da cui era salito e ciò che era in altro scendeva fino in fondo, fino all'abisso di tutto l'essere: il principio della vita, che rende l'organismo, rimase sempre presente, mentre la forma esteriore cambiava (...).
Ho guardato, e alla fine non ho visto altro che una sostanza come gelatina, poi la scala evolutiva si è rialzata... per esempio ho visto una Forma, modellata nella penombra davanti a me, che non descriverò più, ma il simbolo di questa forma può essere visto nelle sculture antiche, e nei dipinti che sopravvivevano sotto la lava, troppo sudici per essere descritti... Era come una forma orribile e inenarrabile, né uomo né bestia, che si è mutata in forma umana e, alla fine, è arrivata la morte.»
(trad. A. D'Andria)
Alla fine si scopre che Helen è la figlia di Mary e del grande dio Pan, che era stato lasciato entrare quando il dottor Raymond aveva aperto la mente di Mary a lui.

## Analisi critica
(Stephen King)
Il romanzo era solo uno dei molti che all'epoca si avvalevano del dio Pan come un simbolo per il potere della natura e del paganesimo.
L'opera viene elogiata da Howard Phillips Lovecraft nel suo testo critico Supernatural Horror in Literature (1926). L'Encylopedia of Science Fiction (1993) considera invece il romanzo di Machen una prova modesta. In ogni caso, l'opera ha influenzato i racconti L'orrore di Dunwich di Lovecraft e Ghost Story di Peter Straub.

### Edizioni
- Il gran dio Pan e altre storie soprannaturali, a cura di Giuseppe Lippi, Milano, Arnoldo Mondadori Editore, 1982. Contiene: Il gran Dio Pan; La luce interiore; La storia del sigillo nero; La storia della polvere bianca; Le creature bianche; Gli arcieri; Il grande ritorno; Il terrore.
- Il grande dio Pan, traduzione di Annalisa Di Liddo, Roma, Fanucci, 2005.
- Il grande dio Pan, edizione critica, traduzione e note di Alessandro Zabini, Roma, Tre editori, 2016.
- Il Grande Dio Pan, edizione con testo originale a fronte, traduzione e note di Matteo Zapparelli Olivetti, Verona, Adiaphora Edizioni, 2018.